# Avetik Ishkhanyan
Avetik Ishkhanyan (en arménien : Ավետիք Իշխանյան), né le 25 février 1955 à Erevan et mort le 16 février 2025, est un militant des droits de l'homme arménien. Il préside le Comité Helsinki d'Arménie.

## Biographie

### Origines familiales
Avetik Ishkhanyan est né dans une famille profondément marquée par les persécutions politiques du régime soviétique : trois de ses grands-parents ont été arrêtés pour raison politique et exécutés dans les geôles du KGB entre 1928 et 1937.
Avetik Ishkhanyan est le fils du célèbre linguiste arménien Rafayel Ishkhanyan (en). Son grand-père maternel est Vahan Cheraz (hy).

### Études
Ishkhanyan étudie à l’Université d'État d'Erevan, dont il sort diplômé en géophysique en 1977.
Après avoir travaillé quelques années dans l’exploration minière, Ishkhanyan reprend ses études à Leningrad au sein de l'institut géologique VSEGEI (ru) où il soutient une thèse en géologie minière en 1987.

### Engagement politique
Ishkhanyan milite très tôt pour la défense de la langue arménienne, créant pour cela dès 1987 une association nommée Machtots.
En 1988, il est choisi avec quatre autres camarades comme membre secret du comité Karabagh, chargé de poursuivre son activité au cas où les membres connus viendraient à être arrêtés.
En 1996, il participe à la création du Comité Helsinki d’Arménie qui agit concrètement pour le respect des droits de l’Homme en Arménie : visite des prisons, formation des ONG, envoi d’observateurs dans les tribunaux, les manifestations et les bureaux de votes.
Ishkhanyan est très fréquemment contacté par les médias arméniens pour s'exprimer sur des sujets ayant trait aux droits de l'Homme,, à la politique extérieure et à la langue arménienne.